# Pacifisch mosdiertje
Het Pacifisch mosdiertje (Pacificincola perforata) is een mosdiertjessoort uit de familie van de Pacificincolidae. De wetenschappelijke naam van de soort werd in 1937 voor het eerst geldig gepubliceerd door Okada & Mawatari.

## Verspreiding
Pacificincola perforata komt voor in het noordwesten van de Grote Oceaan, van Japan tot Hongkong. In 2007 werd deze soort voor het eerst waargenomen in de Oosterschelde.